# Montagnac-d’Auberoche
Montagnac-d’Auberoche (okzitanisch Montanhac d’Auba Ròcha) ist eine französische Gemeinde mit 137 Einwohnern (Stand 1. Januar 2022) im Département Dordogne in der Region Nouvelle-Aquitaine (vor 2016 Aquitaine). Sie gehört zum Arrondissement Sarlat-la-Canéda (bis 2017 Arrondissement Périgueux) und zum Kanton Le Haut-Périgord noir. Die Einwohner werden Montagnacois und Montagnacoises genannt.

## Geografie
Montagnac-d’Auberoche liegt etwa 22 Kilometer östlich von Périgueux. Umgeben wird Montagnac-d’Auberoche von den Nachbargemeinden Cubjac-Auvézère-Val d’Ans im Norden, Brouchaud im Nordosten und Osten, Limeyrat im Südosten und Süden sowie Bassillac et Auberoche im Westen und Nordwesten. 

## Bevölkerungsentwicklung
| Jahr                       | 1962 | 1968 | 1975 | 1982 | 1990 | 1999 | 2009 | 2019 |
| Einwohner                  | 130  | 102  | 96   | 99   | 111  | 105  | 140  | 137  |
| Quellen: Cassini und INSEE |      |      |      |      |      |      |      |      |

## Sehenswürdigkeiten
- Kirche Saint-Marc aus dem 12. Jahrhundert, Umbauten  aus dem 14./15. Jahrhundert, seit 1981 als Monument historique eingeschrieben
- Schloss Balaurand
- Schloss Bouilhen aus dem 19. Jahrhundert
- Schloss Ceyliac, 1745 erwähnt

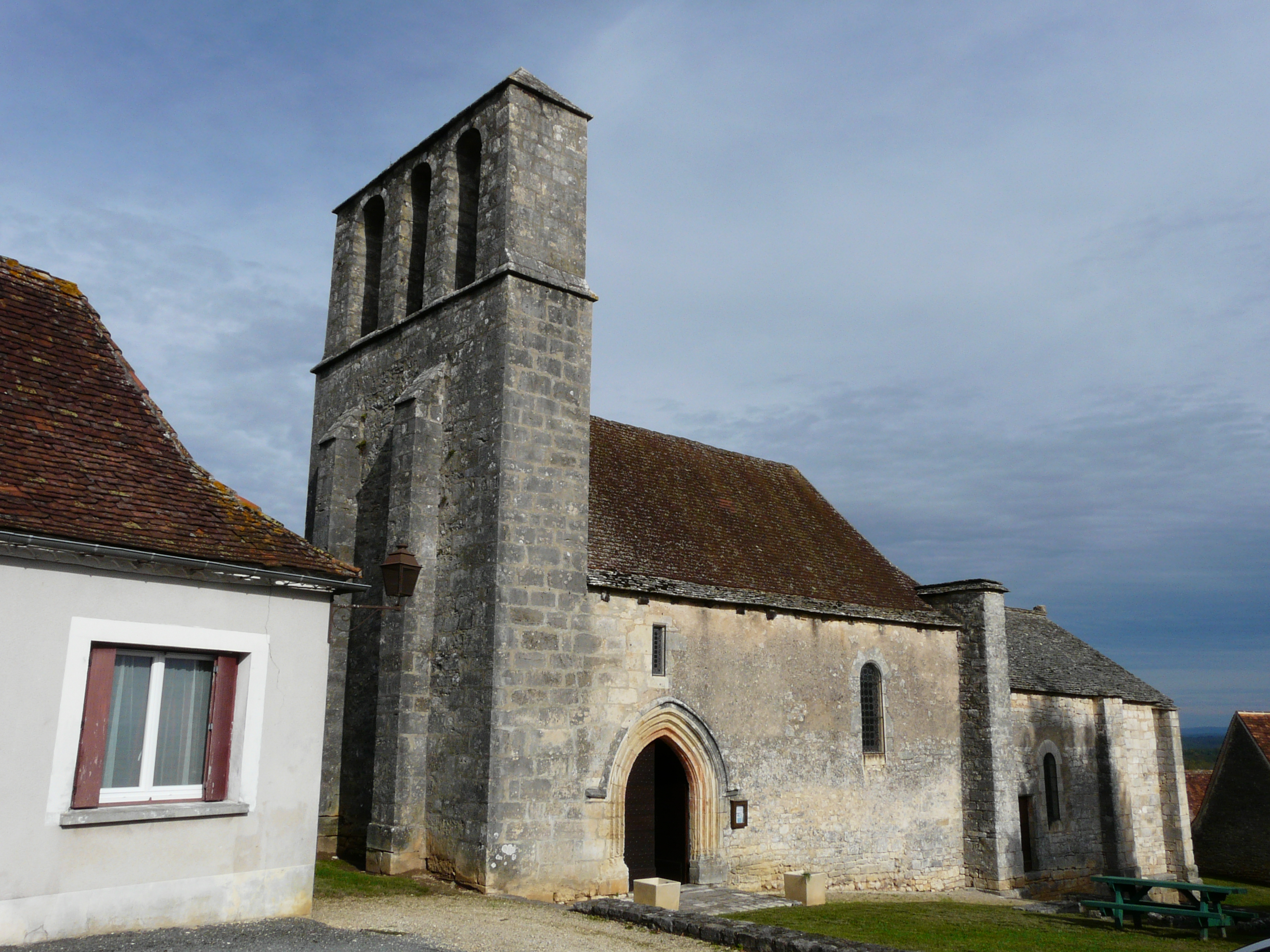
Kirche Saint-Marc
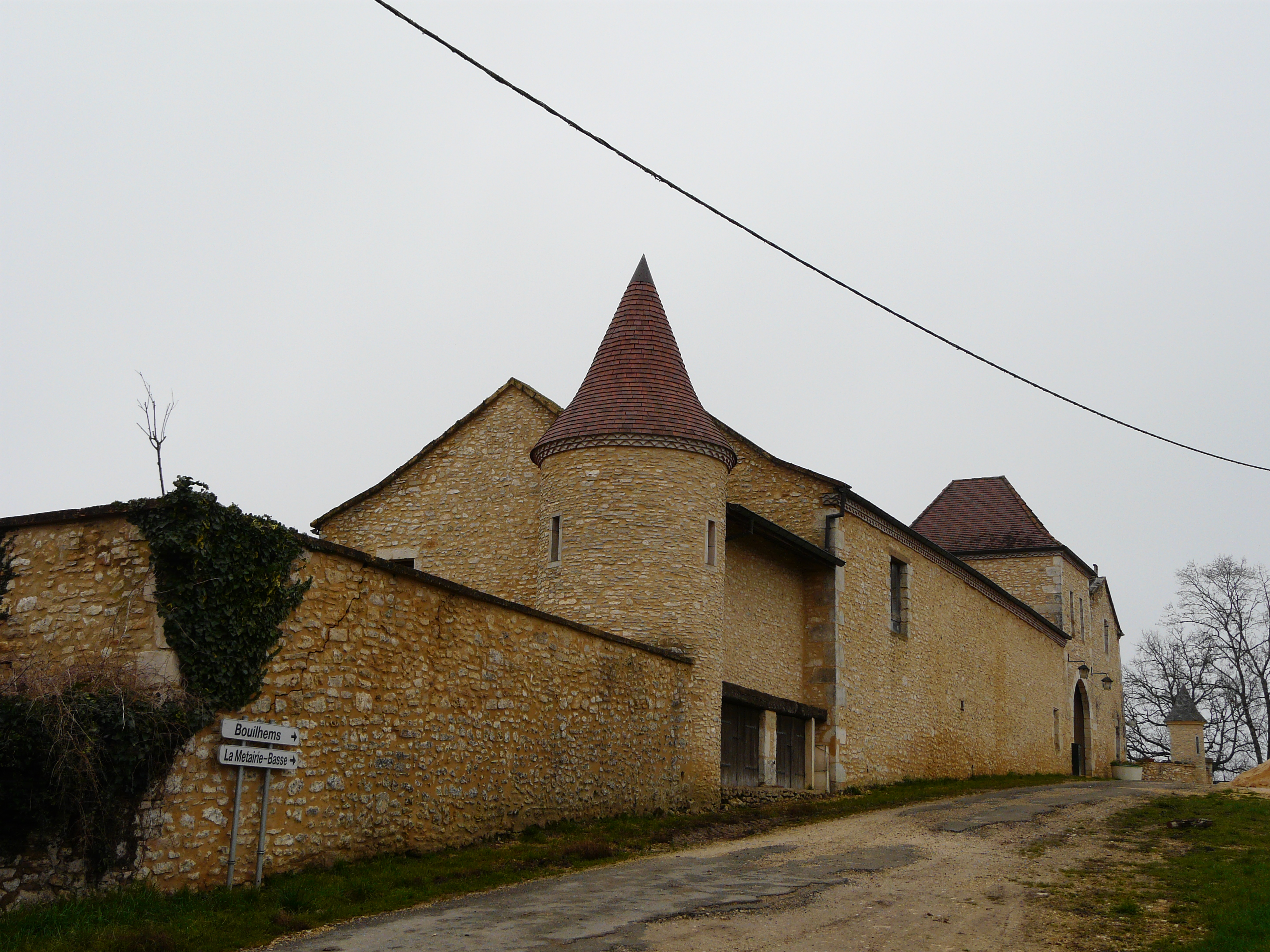
Schloss Bouilhen